# Tridevi
Tridevi ( Sanskrit: त्रिदेवी, tridevī) là một khái niệm trong Ấn Độ giáo kết hợp một bộ ba nữ thần lỗi lạc hoặc là một phiên bản nữ tính của Trimurti hoặc như một bộ phận của Trimurti nam tính, tùy thuộc vào giáo phái. Bộ ba này thường được nhân hóa bởi các nữ thần Hindu Saraswati, Lakshmi, và Parvati. Trong Shaktism, nữ thần ba ngôi này là biểu hiện của Mula-Prakriti hoặc Devi.
Trong lễ hội Navaratri ("chín đêm"), "Nữ thần được tôn thờ dưới ba hình thức. Trong ba đêm đầu tiên, Parvati được tôn kính, sau đó là Lakshmi vào đêm thứ tư, thứ năm và thứ sáu, và cuối cùng là Saraswati cho đến đêm thứ chín."